# Carl Lewenhaupt

Vapensköld för ätterna Leijonhufvud och Lewenhaupt.

Carl Lewenhaupt, född 19 mars 1835 på Herrevadskloster i Kristianstads län, död 10 december 1906 i Helsingborgs stadsförsamling, var en svensk greve, diplomat och politiker. Han var utrikesminister 1889–1895.

## Biografi
Carl Lewenhaupt var son till majoren greve Gustaf Adolf Lewenhaupt och Maria von Geijer född i släkten von Geijer. Han studerade vid Lunds universitet, där han tog kansliexamen 1855, varefter han fick anställning vid Civildepartementet och Kommerskollegium som extra ordinarie kanslist. Efter tre år blev han utsedd till attaché och fick sin tjänst förlagd i Paris, flyttades följande år till London och blev strax därefter andre sekreterare vid Utrikesdepartementet. Efter fyra år i Sankt Petersburg blev han 1866 chef för UD:s politiska avdelning. Nästföljande år hade han sin tjänst förlagd i London, Washington och Wien samt utnämndes till chef för UD:s handelsavdelning.
Från 1873 till 1875 var han kabinettssekreterare och anlitades sedan av kungen på dennes ryska resa. Under några år var han i Washington som envoyé och sedan generalkonsul, men förflyttades sedan till Paris.
Den 12 oktober 1889 utnämndes han till utrikesminister. I den egenskapen låg det på hans bord att ta ställning till de norska kraven på en egen diplomatkår, vilket Lewenhaupt bestred. Hans strävan efter en gemensam beskickning betraktades emellertid som en alltför stor flathet, då frågan om den norska representationen i utlandet diskuterades i Första kammaren. Han avgick därför som statsråd 1 juni 1895. Därefter var han envoyé i London.
Lewenhaupt gifte sig 1874 med sedermera överhovmästarinnan grevinnan Augusta Wirsén. Han är gravsatt på Donationskyrkogården i Helsingborg.

## Utmärkelser

### Svenska utmärkelser
- Riddare och kommendör av Kungl. Maj:ts Orden (Serafimerorden), 1 december 1891.[5]
- Kommendör med stora korset av Nordstjärneorden, 30 november 1883.[5]
- Kommendör av första klassen av Nordstjärneorden, 14 mars 1876.[5]

### Utländska utmärkelser
- Kommendör av Danska Dannebrogorden, 28 juli 1869.[5]
- Storofficer av Franska Hederslegionen, 29 oktober 1889.[5]
- Storkorset av Grekiska Frälsareorden, 9 maj 1895.[5]
- Storkorset av Norska Sankt Olavs orden, 1 december 1890.[5]
- Kommendör av Norska Sankt Olavs orden, 21 januari 1881.[5]
- Riddare av första klassen av Preussiska Röda örns orden, 29 juli 1890.[5]
- Riddare av första klassen av Ryska Sankt Stanislausorden, 11 augusti 1875.[5]
- Riddare av andra klassen av Ryska Sankt Stanislausorden, 7 juni 1866.[5]
- Första klassen av Osmanska rikets Osmanié-orden, 1892.[5]
- Kommendör av Österrikiska Leopoldsorden, 19 december 1872.[5]